# Луналило
Лунали́ло (гав. Lunalilo); урожд. Уильям Чарльз Лунали́ло (гав. William Charles Lunalilo; 31 января 1835, Поукаина, Гонолулу, Оаху, Гавайи — 3 февраля 1874, Вайкики, Оаху, Гавайи) — король Гавайев с 1873 по 1874 год.
За непродолжительный период своего правления — кратчайший в истории Гавайского королевства — Луналило вошёл в историю как самый либеральный гавайский монарх, а также первый, избранный путём всенародного голосования. Царствование Луналило, несмотря на его попытки демократизировать политическую жизнь государства, было ознаменовано рядом смут и народных волнений. Этот монарх также известен как автор первого гавайского гимна, написанного им в 25-летнем возрасте.

## Биография

### Семья. Ранние годы
Уильям Чарльз Луналило родился 31 января 1835 года в Поукаине — крупном районе Гонолулу, где впоследствии был построен Дворец Иолани — резиденция гавайских королей. Его мать — Кекаулуои — была супругой королей Камеамеа I и Камеамеа II, а также «Куина Нуи» (регентшей) при короле Камеамеа III, а отец — Канаина — дворянином, происходившим из рода неправящей гавайской элиты. Король Камеамеа I приходился Луналило двоюродным дедом, короли Камеамеа IV и Камеамеа V и принцесса Виктория Камамалу — двоюродными братьями и сёстрами по материнской линии.

#### Генеалогическое древо Луналило
| Кекуиапоива II | Кекуиапоива II | Кекуиапоива II | Кекуиапоива II | Кекуиапоива II | Кекуиапоива II |             |             |  |  |                     |                     | Кеоуа               | Кеоуа               | Кеоуа               | Кеоуа               | Кеоуа     | Кеоуа     |            |            |            |            | Камакаеэикулу | Камакаеэикулу | Камакаеэикулу | Камакаеэикулу | Камакаеэикулу | Камакаеэикулу |         |         |         |         |  |  |              |              |              |              |              |              |
| Кекуиапоива II | Кекуиапоива II | Кекуиапоива II | Кекуиапоива II | Кекуиапоива II | Кекуиапоива II |             |             |  |  |                     |                     | Кеоуа               | Кеоуа               | Кеоуа               | Кеоуа               | Кеоуа     | Кеоуа     |            |            |            |            | Камакаеэикулу | Камакаеэикулу | Камакаеэикулу | Камакаеэикулу | Камакаеэикулу | Камакаеэикулу |         |         |         |         |  |  |              |              |              |              |              |              |
|                |                |                |                |                |                |             |             |  |  |                     |                     |                     |                     |                     |                     |           |           |            |            |            |            |               |               |               |               |               |               |         |         |         |         |  |  |              |              |              |              |              |              |
|                |                |                |                |                |                |             |             |  |  |                     |                     |                     |                     |                     |                     |           |           |            |            |            |            |               |               |               |               |               |               |         |         |         |         |  |  |              |              |              |              |              |              |
|                |                |                |                |                |                |             |             |  |  | Калакауа Каеиемалие | Калакауа Каеиемалие | Калакауа Каеиемалие | Калакауа Каеиемалие | Калакауа Каеиемалие | Калакауа Каеиемалие |           |           | Калаимамау | Калаимамау | Калаимамау | Калаимамау | Калаимамау    | Калаимамау    |               |               |               |               |         |         |         |         |  |  |              |              |              |              |              |              |
|                |                |                |                |                |                |             |             |  |  | Калакауа Каеиемалие | Калакауа Каеиемалие | Калакауа Каеиемалие | Калакауа Каеиемалие | Калакауа Каеиемалие | Калакауа Каеиемалие |           |           | Калаимамау | Калаимамау | Калаимамау | Калаимамау | Калаимамау    | Калаимамау    |               |               |               |               |         |         |         |         |  |  |              |              |              |              |              |              |
|                |                | Камеамеа I     | Камеамеа I     | Камеамеа I     | Камеамеа I     | Камеамеа I  | Камеамеа I  |  |  |                     |                     |                     |                     |                     |                     |           |           |            |            |            |            |               |               |               |               | Эиа           | Эиа           | Эиа     | Эиа     | Эиа     | Эиа     |  |  | Каува Палила | Каува Палила | Каува Палила | Каува Палила | Каува Палила | Каува Палила |
|                |                | Камеамеа I     | Камеамеа I     | Камеамеа I     | Камеамеа I     | Камеамеа I  | Камеамеа I  |  |  |                     |                     |                     |                     |                     |                     |           |           |            |            |            |            |               |               |               |               | Эиа           | Эиа           | Эиа     | Эиа     | Эиа     | Эиа     |  |  | Каува Палила | Каува Палила | Каува Палила | Каува Палила | Каува Палила | Каува Палила |
|                |                |                |                |                |                |             |             |  |  |                     |                     |                     |                     |                     |                     |           |           |            |            |            |            |               |               |               |               |               |               |         |         |         |         |  |  |              |              |              |              |              |              |
|                |                |                |                |                |                |             |             |  |  |                     |                     |                     |                     |                     |                     |           |           |            |            |            |            |               |               |               |               |               |               |         |         |         |         |  |  |              |              |              |              |              |              |
|                |                | Камеамеа II    | Камеамеа II    | Камеамеа II    | Камеамеа II    | Камеамеа II | Камеамеа II |  |  |                     |                     |                     |                     | Кекаулуои           | Кекаулуои           | Кекаулуои | Кекаулуои | Кекаулуои  | Кекаулуои  |            |            |               |               |               |               | Канаина       | Канаина       | Канаина | Канаина | Канаина | Канаина |  |  |              |              |              |              |              |              |
|                |                | Камеамеа II    | Камеамеа II    | Камеамеа II    | Камеамеа II    | Камеамеа II | Камеамеа II |  |  |                     |                     |                     |                     | Кекаулуои           | Кекаулуои           | Кекаулуои | Кекаулуои | Кекаулуои  | Кекаулуои  |            |            |               |               |               |               | Канаина       | Канаина       | Канаина | Канаина | Канаина | Канаина |  |  |              |              |              |              |              |              |
|                |                |                |                |                |                |             |             |  |  |                     |                     |                     |                     |                     |                     |           |           |            |            |            |            |               |               |               |               |               |               |         |         |         |         |  |  |              |              |              |              |              |              |
|                |                |                |                |                |                |             |             |  |  |                     |                     |                     |                     |                     |                     |           |           |            |            | Луналило   |            |               |               |               |               |               |               |         |         |         |         |  |  |              |              |              |              |              |              |

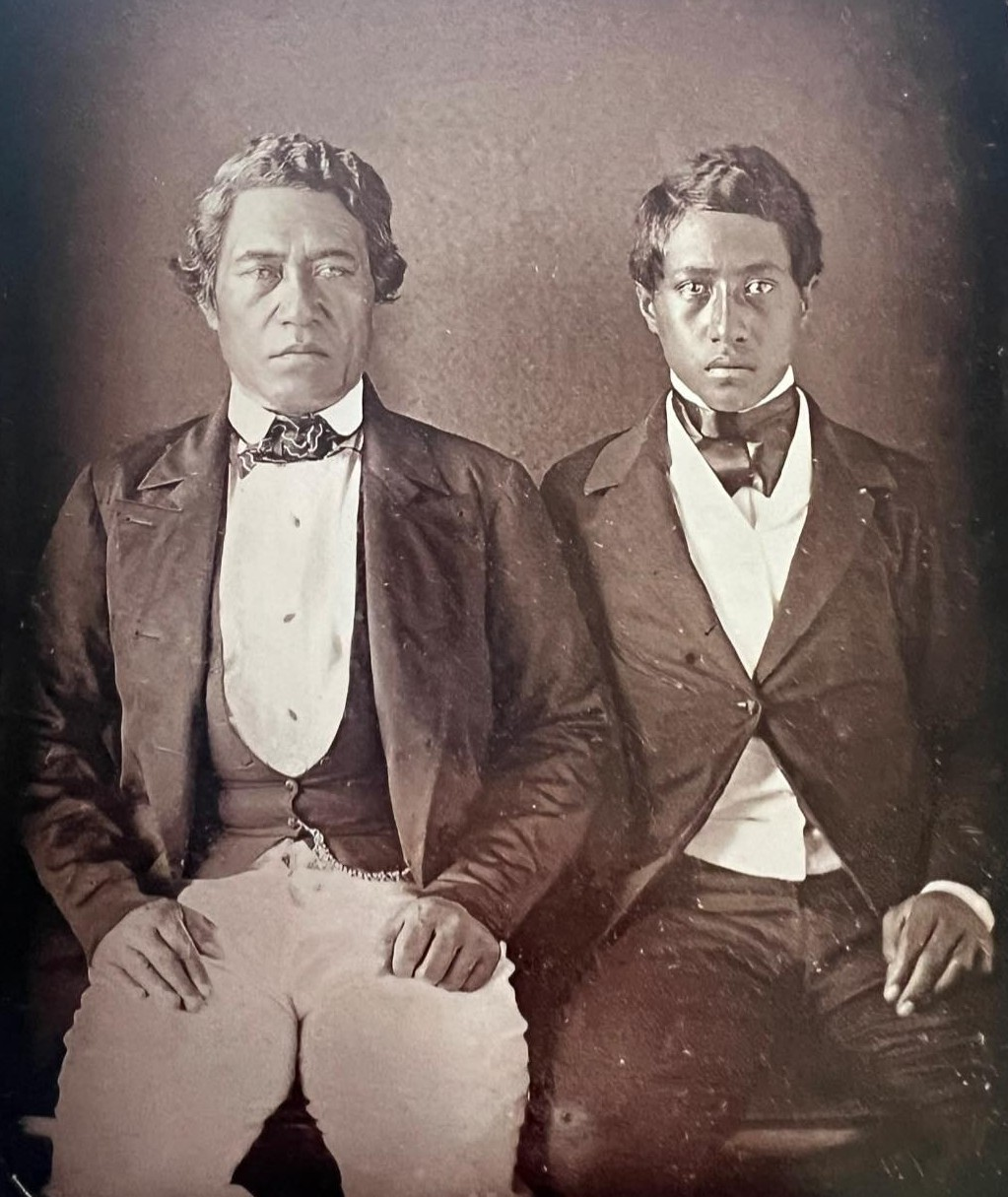
Луналило (справа) и его отец Канаина

Второе имя Луналило — Уильям — было дано ему в честь короля Великобритании Вильгельма IV, состоявшего в хороших отношениях с членами гавайской королевской семьи. Собственно же имя «Луналило» в переводе с гавайского языка буквально означало «настолько высокий, что может потеряться из виду» (от luna — «над» и lilo — «потерянный»).
Ещё ребёнком Луналило, согласно указу короля Камеамеа III, был поставлен на очередь в наследовании гавайского престола — назначен преемником своего кузена, бездетного короля Камеамеа V — и отправлен на учёбу в Школу для детей вождей (впоследствии — Королевскую школу) в Гонолулу, которую основали миссионеры Амос Старр и Джульетта Монтегю Куки. В школе мальчик увлекался литературой и музыкой и блестяще проявлял себя на данном поприще.
Луналило не имел собственной семьи. В юности он был помолвлен со своей двоюродной сестрой, принцессой Викторией Камамалу, на роль супруга которой были готовы претендовать почти все представители гавайской знати, кроме её братьев. Однако свадьбы между Викторией и Луналило не состоялось: против брака выступили братья невесты, будущие короли Камеамеа IV и Камеамеа V. Вскоре после этого Луналило предложил руку Лилиуокалани, дочери аристократа и государственного деятеля Капаакеа, но та ответила отказом по совету Камеамеа IV, сказавшего, что если бы Лилиуокалани была его дочерью, он бы не одобрил её вступления в брак с Луналило. В итоге Луналило так и не женился. Что до Лилиуокалани, то в 1862 году она вышла замуж за американского офицера Джона Оуэна Доминиса. Их брак был бездетным. В 1866 году в одиночестве умерла Виктория Камамалу — ей было 28 лет.
* жирным шрифтом выделены короли Гавайев

### Избрание на престол

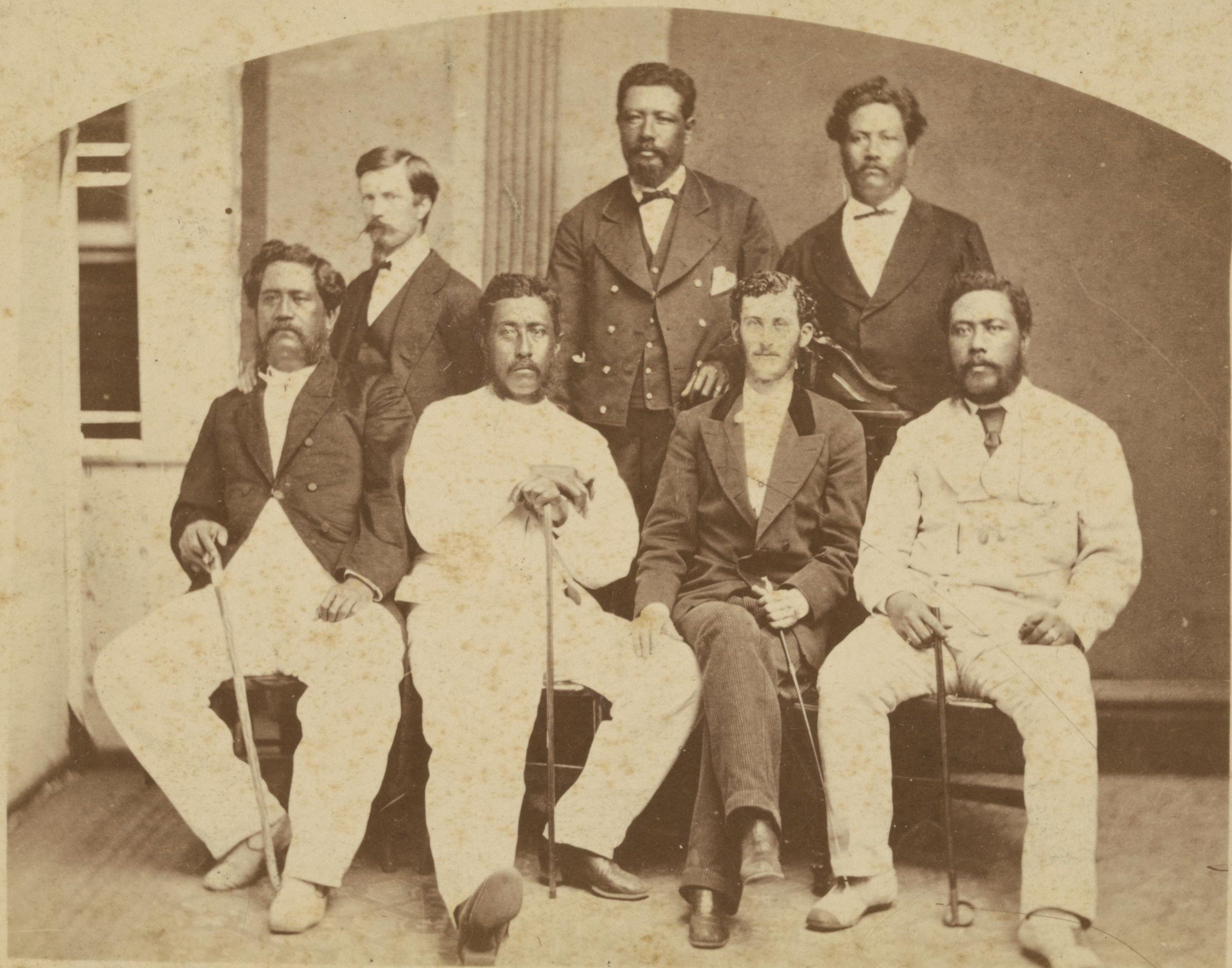
Луналило (сидит, второй слева) и Калакауа (сидит, первый справа) в кругу высокопоставленных гавайских чиновников. Начало 1870-х годов

11 декабря 1872 года ушёл из жизни последний король Гавайев, представлявший династию Камеамеа, — Камеамеа V, не назвавший своего преемника. Согласно же гавайской конституции, принятой в 1864 году, в таком случае нового короля предстояло избрать путём голосования двухпалатного законодательного собрания с подтверждением его результатов членами королевской семьи, обладавшими законодательными правами. Кандидатами на королевский трон были Луналило и Давид Калакауа, который уступал своему сопернику по популярности, поскольку Луналило — внучатого племянника Камеамеа I — на Гавайях считали человеком, более тесно связанным с домом Камеамеа, нежели Калакауа. В качестве потенциальных монархов могли рассматриваться и более прямые потомки Камеамеа I — его правнучка Бёрнис Пауаи Бишоп и внучка Рут Кееликолани, однако первая вообще не претендовала на трон, а вторая, несмотря на популярность в консервативных кругах гавайской правящей верхушки, имела спорное происхождение, поэтому мало кто считал её подходящим претендентом.
В приходе к власти Луналило никто не сомневался изначально. Его популярность была настолько велика, что некоторые полагали, что ему будет достаточно просто войти в столицу и провозгласить себя королём, однако сам Луналило настаивал на необходимости следовать конституции, хорошо зная, что народ в любом случае поддержит его. Спустя шесть дней после смерти Камеамеа V он опубликовал своё обращение к гавайскому народу:

Несмотря на предпочтительность того, чтобы пожелания гавайских людей относительно выбора правопреемника были приняты во внимание, и на то, что, по закону о престолонаследии, я — законный наследник трона, в целях сохранения мира, согласия и порядка я хотел бы вынести свои правопритязания на суд народа.
Оригинальный текст (англ.)Whereas, it is desirable that the wishes of the Hawaiian people be consulted as to a successor to the Throne, therefore, notwithstanding that according to the law of inheritance, I am the rightful heir to the Throne, in order to preserve peace, harmony and good order, I desire to submit the decision of my claim to the voice of the people.

1 января 1873 года, по завершении всенародного голосования, его результаты показали, что подавляющее большинство избирателей — 12,5 тысяч против 51 человека — отдало свои голоса в пользу Луналило. Спустя неделю свой вердикт вынес и законодательный совет, члены которого единогласно поддержали народного избранника. Существует мнение, что законодатели пришли к единому мнению, не решившись пойти против воли народа, поскольку выборы в рамках совета были гласными. Вдова Камеамеа IV, королева Эмма, вспоминала, что в те дни сотни гавайцев были готовы растерзать любого, кто пойдёт против Луналило.
9 января (по другим источникам — 12) 1873 года состоялась коронация нового гавайского монарха в церкви Каваиахао на острове Оаху. Прилегавший к церкви двор был сплошь заполнен людьми, в то время как ещё одна толпа наблюдала за коронацией издалека. В связи с тем, что популярность Луналило была крайне велика, а его избрание происходило демократическим путём, за ним сразу закрепилось прозвище «Народный король». На коронацию Луналило явился босиком, чем привёл гавайцев в неописуемый восторг.

### Правление
Сразу же после принятия Луналило королевских полномочий в государстве произошёл ряд серьёзных внутриполитических изменений. В отличие от своего предшественника, стремившегося восстановить на Гавайях абсолютную монархию, какая имела место при Камеамеа I, Луналило, напротив, стремился демократизировать страну. Первым делом он обратился к парламенту с предложением об отмене некоторых из изменений в гавайской конституции, сделанных Камеамеа V в 1864 году. Так, например, до 1864 года законодательную власть на Гавайях осуществляли две палаты: Палата знати и Палата представителей. Члены первой назначались королём, а второй — избирались народным голосованием. Сам Луналило состоял в Палате знати с 1863 по 1872 год. Камеамеа V объединил их в одну. Луналило, в свою очередь, 

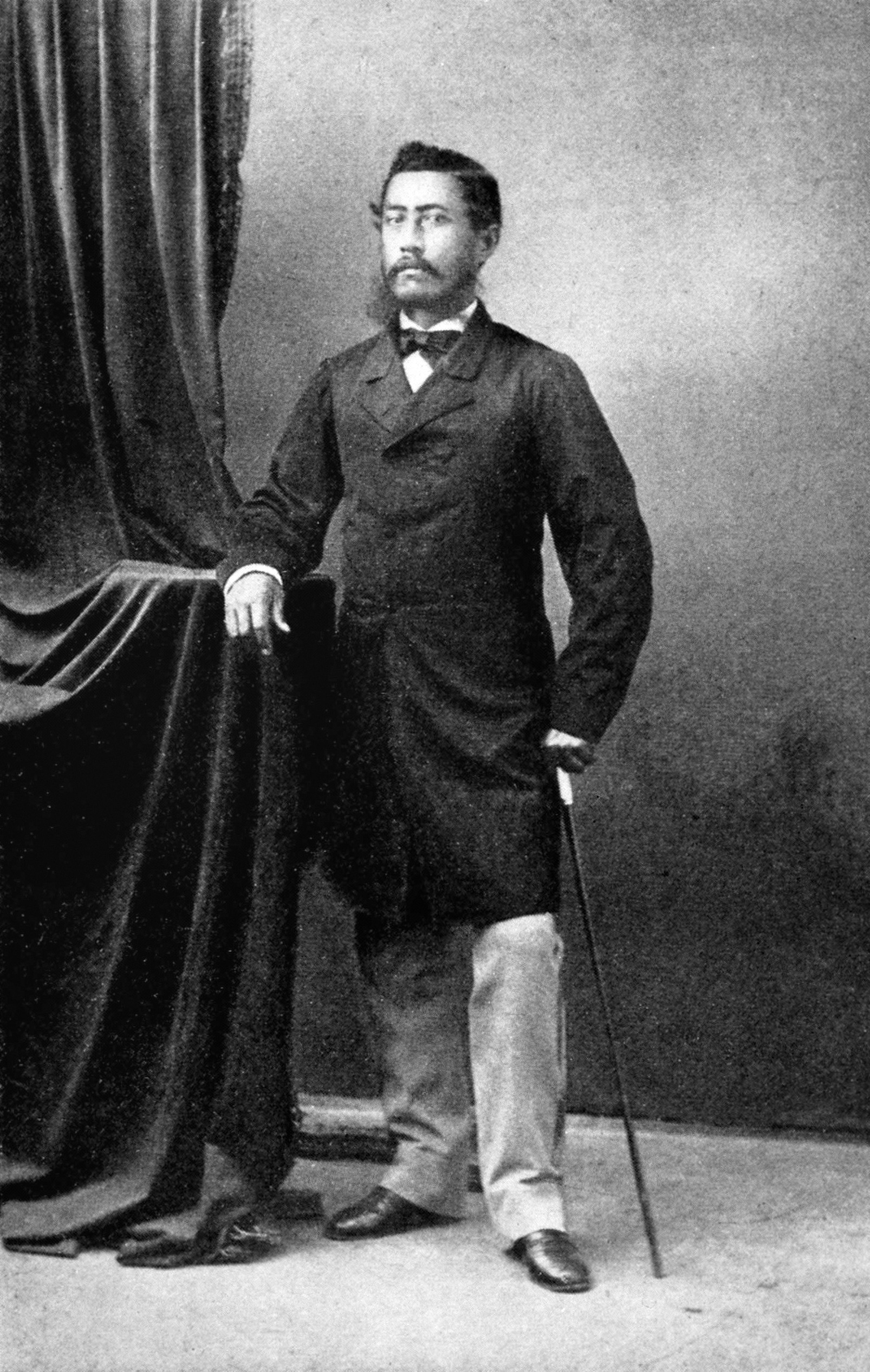
Луналило, король Гавайев. Первая половина 1870-х годов

пожелал восстановить двухпалатный законодательный орган. Он также хотел добавить в конституцию положение об обязанности короля предоставлять письменное объяснение при наложении любого вето. Новый кабинет министров, переформированием которого также занялся Луналило, почти полностью состоял из американцев, которые всегда симпатизировали королю, что не могло не вызывать недовольств среди коренных гавайцев. Наконец, король отменил прежний закон, согласно которому избирательным правом пользовались лишь обеспеченные гавайцы, обладавшие определённым имущественным цензом.
Другой задачей короля было улучшение экономической ситуации на Гавайях. После завершения «золотого века» китобойного промысла королевство погрузилось в экономический кризис. Крупные торговцы предложили Луналило посодействовать развитию сахарной промышленности для улучшения экономического положения страны и договориться с США об импорте гавайского сахара. В обмен предполагалось передать в распоряжение американцев гавань Пёрл-Харбор на острове Оаху, удобную для размещения кораблей. Эта тема вызвала множество споров как в обществе, так и в правящих кругах Гавайев, и Луналило, видя это, отказался от данной идеи. Впоследствии, в 1875 году, такой договор между США и Гавайями состоялся. Это произошло уже после смерти Луналило.
В период правления Луналило, в сентябре 1873 года, в рядах малочисленной Гавайской армии вспыхнул мятеж: некоторые военнослужащие восстали против инструктора по строевой подготовке и генерал-адъютанта. Обратившись к войскам, принявшим участие в мятеже, Луналило убедил их сложить оружие, а затем распустил армию. С этого момента Гавайи не имели собственных вооружённых сил, пока король Калакауа не восстановил их. Другим неприятным эпизодом во время царствования Луналило стала эпидемия проказы на Гавайских островах, эпицентром которой стал остров Молокаи.

### Болезнь и смерть

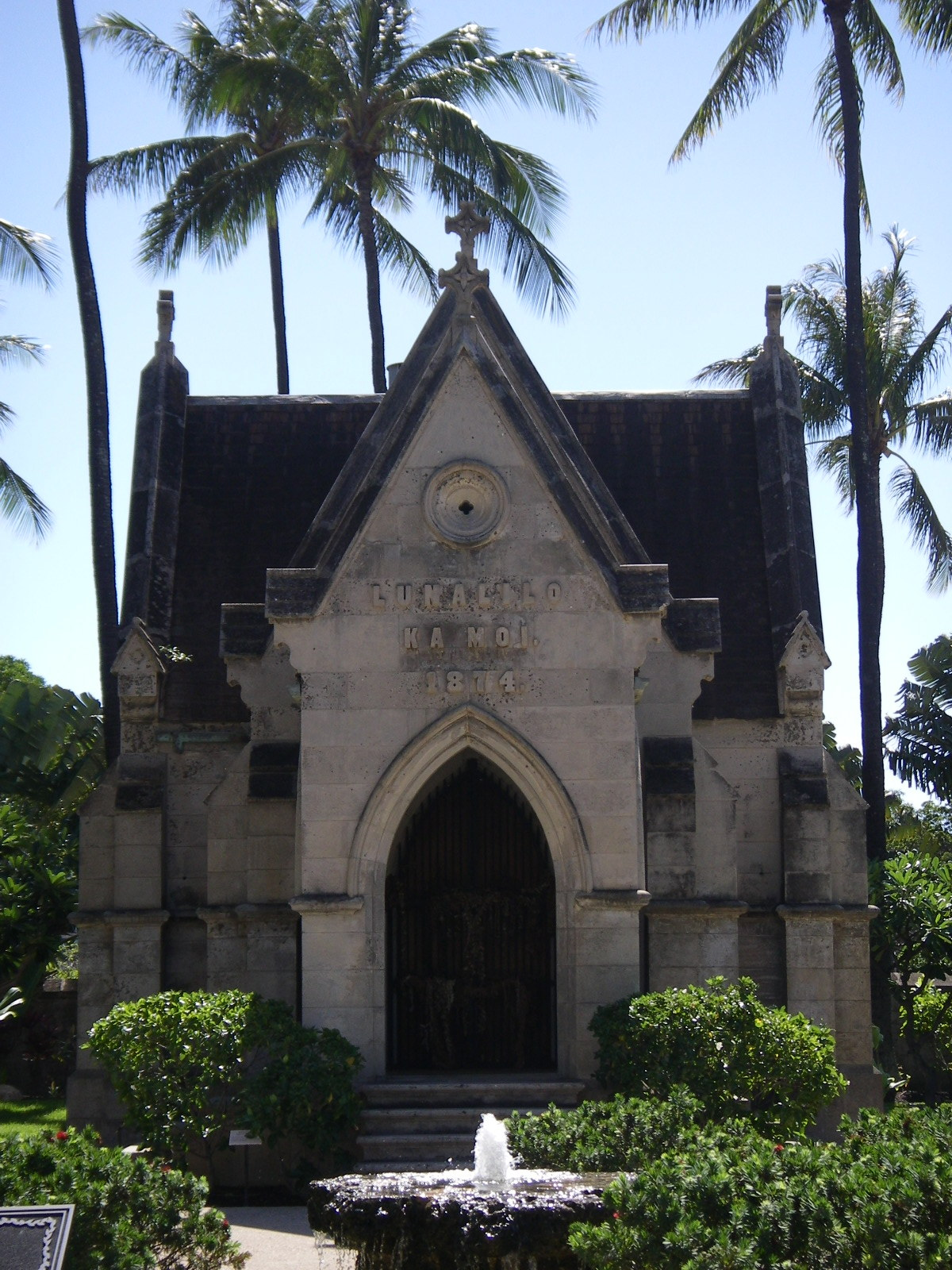
Мавзолей Луналило близ церкви Каваиахао

Луналило не отличался крепким здоровьем: он с детства болел туберкулёзом и, к тому же, страдал алкоголизмом. Предположительно, во время мятежа в войсках у него началась лёгочная инфекция. Надеясь на выздоровление, король перебрался в Кайлуа-Кона, однако справиться с болезнью ему не удалось: несколько месяцев спустя, 3 февраля 1874 года, он скончался.
Находясь на смертном одре, Луналило завещал передать своё имение на благотворительные нужды и попросил похоронить его у церкви Каваиахао, где когда-то проходила церемония его коронации, и где покоились останки его матери, умершей в 1845 году. Он сказал, что не хочет быть похороненным в королевском мавзолее в долине Нууау, рядом с гавайскими вождями и монархами. Это было связано с враждой между Луналило и представителями династии Камеамеа. Однако, несмотря на пожелание покойного, первоначально он был погребён в мавзолее, и лишь в 1875 году его тело перенесли в церковь. Во время этой процессии, по словам очевидцев, разразилась внезапная буря, во время которой в воздухе раздался 21 удар грома, вскоре прозванный «21-пушечным салютом».
Подобно своему предшественнику, Луналило не имел потомства и не назначил наследника. Он часто повторял: «Я был избран народом, и народ сможет сделать это снова». Говорят, что он намеревался провозгласить своей преемницей королеву Эмму — вдову Камеамеа IV — но не успел этого сделать, и свою кандидатуру на роль нового монарха ей пришлось выдвигать самостоятельно. В конечном итоге, несмотря на популярность Эммы, новым королём стал бывший соперник Луналило, Давид Калакауа, положивший начало правлению на Гавайях новой королевской династии Калакауа.

## Личность

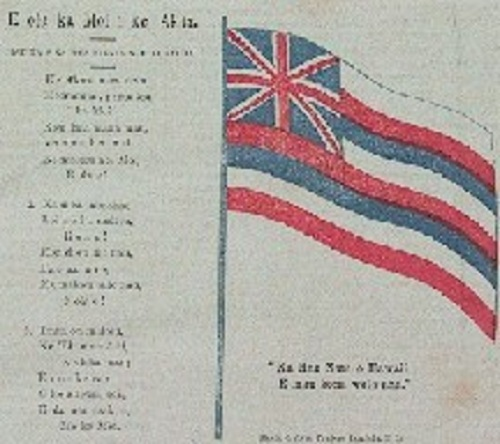
Текст гавайского гимна, написанного Луналило, рядом с изображением флага Гавайев

Луналило, по воспоминаниям современников, был человеком красивым, привлекательным и добродушным. Он хорошо относился как к гавайцам, так и к иностранцам; в совершенстве владел английским языком, отличался интеллигентностью и воспитанностью и был наделён чувством юмора. В то же время у короля имелись и некоторые недостатки. Луналило был далёк от денежных вопросов, не любил посещать приёмы и вечеринки, что входило в круг обязательных занятий монарха, с трудом принимал непростые решения. Но главной отрицательной чертой короля, бесспорно, было его пристрастие к спиртному. Говорят, что предшествовавший ему король Камеамеа V, уже при смерти, воскликнул: «Что станется с моей бедной страной? Нет никого, кто мог бы мне наследовать. Королеве Эмме я не доверяю, Луналило — пьяница, Калакауа — дурак!».
Наряду с Калакауа и Лилиуокалани, Луналило был одним из трёх гавайских монархов, писавших музыку. Именно ему принадлежит авторство первого из четырёх национальных гимнов Гавайев — E Ola Ke Alii Ke Akua (гав. Боже, храни короля!), созданного по подобию британского гимна. Луналило сочинил этот гимн всего за 15 минут для конкурса, организованного газетным издателем Генри Уитни и приуроченного к дню рождения Камеамеа IV. Выиграв конкурс, Луналило получил вознаграждение в размере 10 долларов. Это было в 1862 году.

## Память
Усыпальница Луналило у церкви Каваиахао ныне является туристической достопримечательностью. В конце 1917 года русский эмигрант, авантюрист и преступник Антон Валентинович Сушек-Сушковский, промышлявший на Гавайях, был арестован за ограбление королевского мавзолея и осуждён на семь лет тюрьмы.
Кроме всего прочего, имя Луналило после его смерти носил ряд объектов на территории Гавайев, таких, как средняя школа (впоследствии подверглась разрушению во время нападения на Пёрл-Харбор) и скоростная магистраль в Гонолулу. Многие из них носят его по сей день.